# 堀迫雅
堀迫 雅（ほりさこ みやび、2000年1月10日 - ）は、日本の女子バレーボール選手である。

## 来歴
岐阜県安八郡安八町出身。6歳からバレーボールを始める。
岐阜県立岐阜商業高等学校、中京大学を経て、2022年1月、埼玉上尾メディックスの内定選手になる。2022年4月、同チームに正式入団。
2025年1月4日、2024-25シーズンのSV.LEAGUEで、リーグ初出場を果たした。

## 受賞歴
- 2022年 - V・サマーリーグ東部大会 敢闘賞[4]

## 所属チーム
- 岐阜県立岐阜商業高等学校（2015年-2018年）
- 中京大学（2018年-2022年）
- 埼玉上尾メディックス（2022年-） #15